# Nephrotoma rogersi
Nephrotoma rogersi is een tweevleugelige uit de familie langpootmuggen (Tipulidae). De soort komt voor in het Nearctisch gebied.